# NGC 5185
NGC 5185 est une vaste galaxie spirale située dans la constellation de la Vierge. Sa vitesse par rapport au fond diffus cosmologique est de 7 683 ± 20 km/s, ce qui correspond à une distance de Hubble de 113,3 ± 7,9 Mpc (∼370 millions d'al). NGC 5185 a été découverte par l'astronome germano-britannique William Herschel en 1787.
La classe de luminosité de NGC 5185 est II et elle présente une large raie HI. De plus, c'est une galaxie du champ, c'est-à-dire qu'elle n'appartient pas à un amas ou un groupe et qu'elle est donc gravitationnellement isolée. Selon la base de données Simbad, NGC 5185 est une galaxie active de type Seyfert 2.
À ce jour, 16 mesures non basées sur le décalage vers le rouge (redshift) donnent une distance de 114,738 ± 12,406 Mpc (∼374 millions d'al), ce qui est à l'intérieur des valeurs de la distance de Hubble.

## Supernova
Deux supernovas ont été découvertes dans NGC 5184 : SN 2006br et SN 2006dz.

### SN 2006br
Cette supernova a été découverte le 25 avril 2006 par l'astronome amateur américain Tim Puckett et par l'astronome amateur italien Giovanni Sostero. Cette supernova était de type Ia.

### SN 2006dz
Cette supernova a été découverte le 31 mai 2006 par C. Contreras et G. Folatelli dans le cadre du programme The Carnegie Supernova Project. Le type de cette supernova n'a pas été déterminé.